# 海会寺 (湘潭市)
海会寺（かいえじ）は、中華人民共和国湖南省湘潭市雨湖区大湖街にある仏教寺院。

## 歴史
清の嘉慶年間の『湘潭県志』によると、海会寺は元代に建立され、開山祖師は釈璞忠。明代末期に僧侶の釈宗源が寺院を再建した。
1912年（民国元年）、寺院は僧学堂を開催した。1917年（民国5年）、「海会小学」と改称。1930年代、釈霊悟は寺院の修繕を主宰し、釈敬安は寺院に住んでいた。
1952年に、尼の釈蓮蔵・釈紹宗は「僧尼生産自主救工場」を設立し、その後「紅旗綿織工場」と改名しました。1956年に、全寺の尼は湘潭市織布供銷生産合作社に加入しました。海会織布生産合作社に正式に改名した。1959年、また「大信線帯工場」と改名した。1962年、湖南省人民政府は仏寺を省級文物保護単位に認定した。1964年に再度「湘潭市線帯工場」と改名した。1966年、毛沢東が文化大革命を発動し、寺院の宗教活動は中止に追い込まれた。紅衛兵により對寺廟などの宗教施設が徹底的に破壊された。寺内のすべての文化財が消えた。湘潭市線帯工場は「湘潭市絲綢工場」と名前を変えました。中国共産党第十一期中央委員会第三回全体会議の後、宗教信仰の自由政策が実行され、尼の釈紹宗が弟子を率いて寺を再建した。

## 伽藍
山門（2008年建）、天王殿（1991年）、大雄宝殿（1995年）、蔵経楼（2007年）、観音殿（1999年）、客堂（1998年）、斎堂（1998年）。